# 戶河內站
戶河內站（日语：／ Togōchi eki */?）是位於廣島縣山縣郡戶河內町上本鄉字中坪780（現時：安藝太田町戶河內字中坪780），西日本旅客鐵道（JR西日本）可部線的鐵路車站（廢站）。

## 歷史
- 1969年（昭和44年）7月27日：國鐵可部線 加計站至三段峽站之間開通，此站啟用，當時為一般車站和業務委託車站[1][2]。
- 1978年（昭和53年）10月1日：廢除車載貨物起卸業務（成為純客運車站）[1]
- 1985年（昭和60年）2月1日：成為無人車站[3]（繼續由加計站管理的車站，於此站繼續發售車票）
- 1987年（昭和62年）4月1日：伴隨國鐵分割民營化，車站由西日本旅客鐵道（JR西日本）營運[1]。
- 2003年（平成15年）12月1日：車站廢除。

### 站名的由來
站名取自自治體名稱（廣島縣山縣郡戶河內町）。

## 車站構造

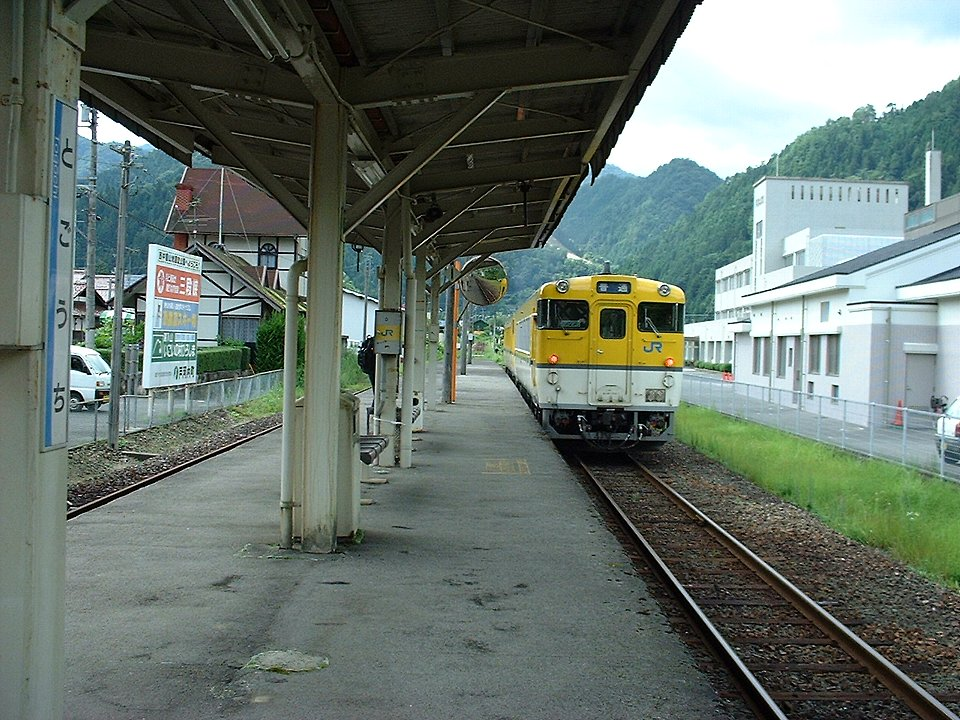
月台（2003年8月）

此站是地面車站，設有1面2線的島式月台，曾經可進行列車交會。在晩年隨著加計至三段峽之間變為Staff閉塞。使此站實際上單線化，只使用北邊的路軌。此站設有站舍，為一座簡易委託車站。站舍和月台之間的通道會越過下行路軌，連接月台東端。

## 車站周邊
車站位於舊戶河內町中心，鄰近戶河內町公所（現時：安藝太田町公所）和戶河內町立國民健康保險醫院（現時：安藝太田町戶河內醫院）。在車站後方（北邊）設有太田川，南邊設有國道191號。

## 現狀

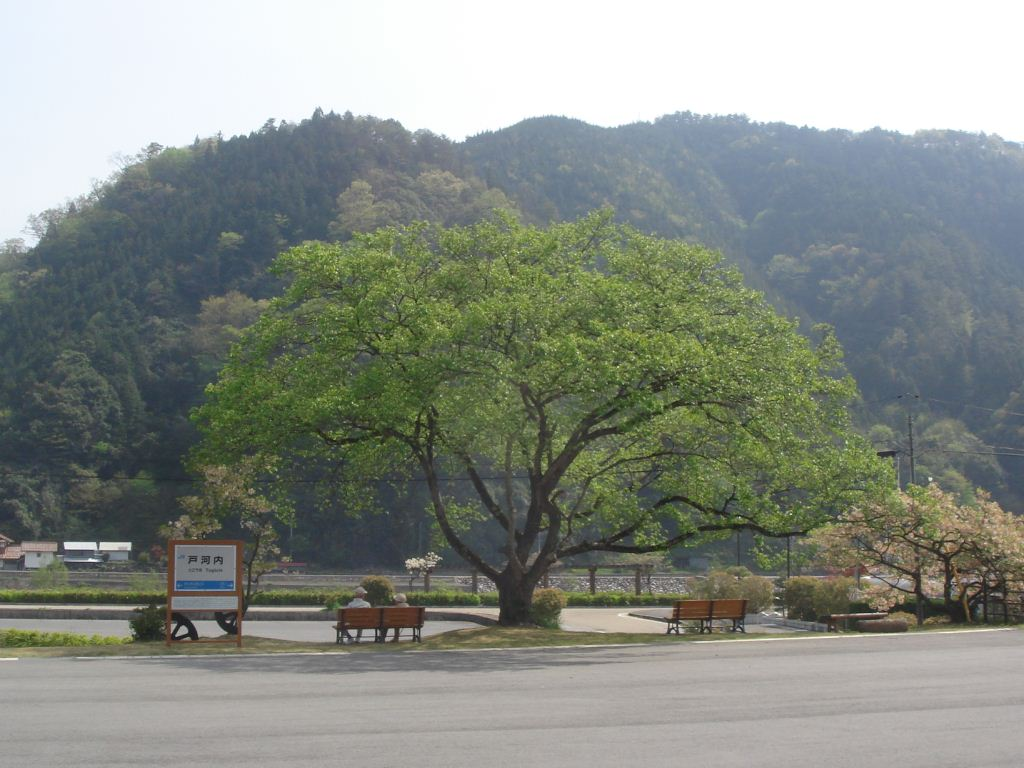
駅跡（2010年5月）

由於車站鄰近町公所，地段優良，因此此站早在2004年（平成16年）12月起開始進行拆毀工程，以釋出土地。當時是從站舍開始拆毀，隨後拆毀月台。車站遺址變為巴士站（「戶河內公所（現：安藝太田町公所）」巴士站）和停車場。

## 其他
可部線的加計至三段峽之間區間在建設時的路線名稱為本鄉線，而「本鄉」這名稱是戶河內站附近的地名。

## 相鄰車站
西日本旅客鐵道（JR西日本）
可部線
土居－戶河內－三段峽

## 注腳
1. 1 2 3 4  石野哲（編）.  初版. JTB. 1998-10-01: 283. ISBN 978-4-533-02980-6 （日语）.
2. 1 2  . 交通新聞 (交通協力会). 1969-07-16: 1 （日语）.
3. ↑  . 鐵道公報（日语：鉄道公報） (日本國有鐵道總裁室文書課). 1985-02-01: 2 （日语）.
4. 1 2  . 中国新聞.   [2023-12-09]. （原始内容存档于2023-12-06） （日语）.

## 相關項目
- 日本鐵路車站列表 To